# Gmina Kriwogasztani
Gmina Kriwogasztani (mac. Општина Кривогаштани) – gmina wiejska w środkowej Macedonii Północnej.
Graniczy z gminami: Kruszewo od zachodu, Mogiła od południa, Prilep od wschodu oraz z Dołneni od północy.
Skład etniczny
- 99,61% – Macedończycy
- 0,39% – pozostali

W skład gminy wchodzi:
- 13 wsi: Beła Crkwa, Borotino, Godiwje, Korenica, Kriwogasztani, Kruszeani, Mircze Acew, Obrszani, Paszino Ruwci, Podwis, Sławej, Wogjani, Wrbjani[1].